# 키쓰
《키쓰》는 2001년 2월 16일에 MBC에서 방영한 베스트극장이다.

## 줄거리
정민수는 동네 건달과의 싸움질로 경찰서를 안방 드나들 듯한다. 민수는 이제 더 이상 여자로 사는 게 귀찮아서 ‘성전환’을 해야겠다며 가족들에게 선전포고를 한다. 늘 민수 때문에 조마조마했던 가족들은 청천벽력 같은 말에 대책을 강구하는데 돌입한다.

## 등장 인물

### 주요 인물
- 박시은 : 정민수 역 - 태권도 사범
- 박용하 : 윤종찬 역 - 정신과 전문의

### 그 외 인물
- 최성국 : 정민철 역 - 민수의 오빠, 종찬의 선배
- 양택조 : 민수의 아버지 역
- 김민정 : 민수의 어머니 역
- 김지원
- 한희 : 민주 역 - 민수의 동생
- 최윤정
- 백종헌
- 조명진
- 김승현
- 김경애